# Trichestra goniophora
Trichestra goniophora är en fjärilsart som beskrevs av George Francis Hampson 1909. Trichestra goniophora ingår i släktet Trichestra och familjen nattflyn. Inga underarter finns listade i Catalogue of Life.